# Mutter Tour
Mutter Tour fue la tercera gira de la banda de metal industrial alemana Rammstein. Lleva el nombre del tercer álbum de la banda, Mutter, que salió a la venta el 2 de abril de 2001. La gira tuvo 115 conciertos, el primero el 13 de mayo de 2001 en Núremberg (sin contar los espectáculos privados para los miembros del club de fans oficial los días 1 y 11 de mayo de 2001 en Berlín) y el último el 13 de julio de 2002 en Caminha, Portugal.

## Setlist
1. 5/4
2. Mein Herz Brennt
3. Links 2 3 4
4. Feuer Frei!
5. Rein Raus
6. Adiós
7. Mutter
8. Spieluhr/Hallelujah
9. Zwitter
10. Weiβes Fleisch
11. Sehnsucht
12. Asche zu Asche
13. Du Hast
14. Bück dich
15. Engel

Encore
1. Rammstein
2. Sonne
3. Ich will

Encore 2
1. Nebel
2. Pet Sematary/Stripped

## Curiosidades
- 5/4, fue la canción de introducción cuya versión de estudio se encuentra en el sencillo Mutter.
- Algunos shows se terminaron con un cover de The Ramones de la canción "Pet Sematary" en honor a la muerte de Joey Ramone donde fueron invitados CJ Ramone, Marky Ramone, Zak Tell (Clawfinger) y Jerry Only (The Misfits) y como vocalista el mismo Christian "Flake" Lorenz a medida en que se sustituyó "Stripped", también un cover de Depeche Mode.